# Ellipsaria
Ellipsaria é um género de bivalve da família Unionidae.

## Distribuição geográfica
É endémica dos Estados Unidos.

## Classificação
Este género contém as seguintes espécies:
- Ellipsaria lineolata